# My Ophiuchi
My Ophiuchi (μ  Ophiuchi, förkortat My Oph, μ  Oph) som är stjärnans Bayerbeteckning, är en jättestjärna belägen i den östra delen av stjärnbilden Ormbäraren. Den har en genomsnittlig skenbar magnitud på 4,62 och är synlig för blotta ögat. Baserat på parallaxmätning inom Hipparcosuppdraget på ca 4,3 mas, beräknas den befinna sig på ett avstånd av ca 750 ljusår (230 parsek) från solen.

## Egenskaper
My Ophiuchi är en blå jättestjärna av spektralklass B8II-IIIp: Mn. Den har en massa som är 5,2 gånger solens massa och en uppskattad radie som är ca 10 gånger större än solens. Den utsänder från dess fotosfär 659 gånger mera energi än solen vid en effektiv temperatur på ca 12 790 K.